# 環境教育
環境教育（かんきょうきょういく）とは、環境や環境問題、環境保護に対する興味・関心を高め、必要な知識・技術・態度を獲得させるために行われる教育活動のことである。人間の全体に関わる問題として、学校以外でも様々な活動が行われている。関連する学問分野は教育学、心理学、医学、人類学、社会学など多岐に及ぶ。
日本では、環境の保全のための意欲の増進及び環境教育の推進に関する法律の第2条第3項において「「環境教育」とは、環境の保全についての理解を深めるために行われる環境の保全に関する教育及び学習をいう。」とされている。

## 分野
環境教育の分野は次のように分類できる。これらは変遷しうるものであり、また異なる分類の方法も可能であるため、確定的なものではない。
- 環境倫理学
自然の権利、世代間倫理、地球全体主義などを扱う分野。
- 環境史
森林破壊、公害、異常気象の問題を歴史的な視点から考える分野。
- 民族と文化
自然環境によってもたらされた、地球上の各民族における社会、日常生活、行動様式などの違いを考察する分野。
- 都市環境
持続可能な社会、循環型社会、環境と共生できる都市のあり方、都市における環境問題などを扱う分野。
- 生活環境
生きがい、ストレス、人間関係などと生活環境の関係を扱う分野。
- 社会環境
産業革命以降の近代化と環境の関係、公害問題、科学技術の発展、個と集団の関わりなどを扱う分野。
- ボランティア論
ボランティア活動による社会参加と環境の関係を扱う分野
- 環境ジャーナリズム論
マスメディア、地域社会、インターネットと環境問題の関係、消費者問題、食農教育などを扱う分野
- 環境調査法
環境を認識するための調査方法、およびその実践を行う分野
- 環境教育論
環境リテラシー、環境保全教育、指導者の養成、生涯教育、インタープリテーション（自然や歴史文化などの意味を解説し、伝えること）などを扱う分野

### 隣接分野
- 市民科学 (CS)
- 持続可能な開発のための教育（ESD）
- Climate Change Education (CCE)
- 科学教育(SE)
- 野外教育(OE)
- Experiential education (ExE)
- Garden-based learning (GBL)

## 歴史
環境教育の用語は1948年の国際自然保護連合(IUCN)で最初に用いられたとされている。それ以前にも類似の概念は存在していた。また、日本と外国では環境教育の発展の過程に違いが見られる。

### 欧米
欧米諸国では、19世紀の後半から自然保護教育が行われていた。これが今日の環境教育の根源であると考えられる。
「環境の質」と「教育の質」を緊密に結び付けて考えた世界で最初の人間であり、「環境教育の開拓者」として知られているのは、生物学者、社会学者、都市計画家でもあったパトリック・ゲディス（Patrick Geddes, 1854年 - 1932年）である。ゲディスは、スコットランドの首都、エディンバラにある展望塔（Outlook Tower）を拠点として独自の自然学習（Nature Study）の理論と実践を作り上げていった。
1966年にイギリスの教育・科学省の諮問機関が提出したブラウデン報告書で、学校と教育における環境の活用が述べられた。1970年には、アメリカ合衆国環境教育法が制定され、本格的な環境教育の取り組みが定められた。
1972年にストックホルムで国連人間環境会議が開催され、1975年には、国際環境教育会議でベオグラード憲章が採択された。この中では、目標として関心、知識、態度、技能、評価、参加の6項目が示され、環境問題の目的が明確にされている。
1987年には環境と開発に関する世界委員会が開かれ、非公式な方式（テレビなど）による普及が緊要であるとされた。1990年にはアメリカで環境教育の推進等のための法律が制定され、環境教育を推進する制度が規定された。1993年にはオランダで環境管理法が制定された。
また2002年のヨハネスブルクサミットでの日本のNGOと政府の提案も受けて、2005年から10年間は国連持続可能な開発のための教育の10年(ESDの十年)がとした。

### 日本
日本では、1960年代に生じた深刻な公害や自然破壊の問題に対する社会運動が発展し、その解決法として認められるようになったのが環境教育の最初である。環境学、環境問題に対する市民の知識・関心の低さが指摘され、それを教育する方法として環境教育の概念が形成された。
1990年には日本環境教育学会が創設され、環境教育の理論的体系付けが一つの目標とされている。環境教育学の創始者の一人である藤岡貞彦は、その目標は環境権の確立にあると述べている。
行政の面においては、1993年の環境基本法の制定と2003年の「環境の保全のための意欲の増進及び環境教育の推進に関する法律」の制定により、環境教育の推進のための施策が行われている。現在では、自然保護に限らず、持続可能性についての議論などの広い意味を含んでいる。

## 学校における環境教育
環境教育における行動は、学習者自らが行動を起こすことによって達成されると考えられていることから、環境教育についての教材作成、報告、研修などが盛んに行われている。

### 環境教育指導資料
学校における環境教育の推進のため、文部省（現：文部科学省）によって教師向けの環境教育指導資料が作成された。1991年に中学校・高等学校編、1992年に小学校編、1995年に事例編が発行された。2001年の新学習指導要領に対応した改訂が行われている。

### 総合的な学習の時間
2001年から全ての学校で始められた総合的な学習の時間で、学校の実態に応じた学習活動が行われることとなった。その中で、横断的・総合的な課題として環境教育が取り上げられることが多い。

## 青少年教育施設における環境教育
青少年教育施設は、青少年の健全な育成を図ることを目的に、全国各地に設置されている。大きく「青年の家」と「少年自然の家」にわけられるが、青少年の家、青少年センターなどの名称を使っている施設もある。国立と公立に分類されるが、国立は2001年から独立行政法人となったのち、2006年4月からは青年の家と少年自然の家が、独立行政法人国立青少年教育振興機構に統合されている。

## 社会における環境教育

### ボランティア活動
現在日本には多くの任意団体（一部は特定非営利活動法人を取得しているものもある）が活動を行っており、休日など無料あるいは資料代程度の参加費を取って事業展開している。自然観察会や里山保全活動など多くの活動が日常的に行われている。

### 事業化
社会において、ボランティア的（有償ボランティアも含む）に環境教育を行っていくのには限度がある。まず、関われる時間が限られており参加者に合わせられないこと、質的向上には時間と費用がかかりボランティアでは限りがあることなどである。必然的に、環境教育を事業として捉え、行っていくことになる。それを行うところとして、日本各地で最近多くなってきたのが、自然学校である。

### 指導者の育成
環境教育に関わる指導者の養成が必要となってきている。
文部省は、1999年度から3年間にわたり、専門的能力を持った指導者を育成するため、「野外教育担当者セミナー」を実施した。このセミナーは、民間の自然学校の先駆者としてノウハウのある財団法人キープ協会及び国際自然大学校へ企画運営を委託し、全国各地で実践的に活躍中の指導者を講師陣に迎え、国立青年の家・少年自然の家を会場にして開催された。
民間でも、人と自然との仲介をするインタープリターなどの指導者の養成が活発になってきている。

### 日本環境教育フォーラム
1987年、「第1回清里フォーラム」が開かれた。全国各地で環境教育の現場で活動している人達の交流・情報交換の場としての意義は大きかった。2回目からは、「清里環境教育フォーラム」と名称が改められた。中央省庁の職員、自然保護団体の人、小さなボランティア活動を行っている人などの様々な人が、立場を超えて会合できるものであった。
1992年、「日本環境教育フォーラム」が任意団体として設立された。「清里環境教育フォーラム」からの発展形であるともいえる。大きな目的は、日本に環境教育を浸透させようとするものであり、自然学校を通じて、良質な環境教育を社会に提供しようというものである。1997年環境庁(現環境省)認可の社団法人となった。
2010年、公益社団法人に認定され、より幅広く質の高い環境教育の推進に向けて活動することを掲げている。

### 愛・地球博での取り組み
2005年に開催された愛・地球博では、会場内の自然学校として、「森の自然学校」及び「里の自然学校」が設けられ、インタープリターが自然の大切さなどを来場者に対してインタープリテーションを行った。
この愛・地球博の自然学校で、インタープリターという名称が一般にも広く知られるようになった。